# Cryptoxilos cracoviensis
Cryptoxilos cracoviensis är en stekelart som först beskrevs av Capek och Capecki 1979.  Cryptoxilos cracoviensis ingår i släktet Cryptoxilos och familjen bracksteklar. Inga underarter finns listade i Catalogue of Life.